# Thymus sibthorpii
Thymus sibthorpii — вид рослин родини глухокропивові (Lamiaceae), поширений в Албанії, Болгарії, Греції, Румунії, Туреччині, колишній Югославії.

## Опис
Це невеликий чагарник, квіткові стебла ростуть від 10 до 20(30) см завдовжки, від вертикальних до висхідних, часто розгалужуються. Більшість стебел мають короткі волоски на всіх, рідкісно на двох сторонах. Повзучі, неквіткові стебла не утворюються. Листя зазвичай 10–15 × 3–5 мм, коротко-черешкові, еліптично-ланцетні, загострені, густо залозисті; бічні жилки чітко видимі. Суцвіття часто розгалужені й довгі. Прилистки подібні до листя. Чашечка має довжину від 2.5 до 3.5(4) мм, дзвоноподібна і зазвичай від зеленуватого до солом'яного кольору. Вінчик світло-рожевого або червоного кольору.

## Поширення
Країни поширення: Албанія, Болгарія, Греція, Румунія, Туреччина, колишня Югославія.